# Герб Марий Эл
Герб Республики Марий Эл (луговомар. Марий Эл республикын кугыжаныш ойыпшо) является государственным символом Республики Марий Эл Российской Федерации.
Ныне действующий герб утверждён Госсобранием РМЭ 8 июня 2011 года, но Геральдический совет при президенте РФ не утвердил новую символику республики и рекомендовал использовать прежнюю.

## Правовой статус
В соответствии со 16-й статьёй Конституции Марий Эл республика имеет государственные флаг, герб и гимн, описание и порядок официального использования которых устанавливаются законом Республики Марий Эл. В государственных символах выражается история Республики Марий Эл и её народа, подчёркивается прочность государственной власти и её единение с гражданами.
Государственный герб Республики Марий Эл, его описание и порядок официального использования установлен Законом Республики Марий Эл от 30.11.2006 № 68-З «О Государственном гербе Республики Марий Эл и Государственном флаге Республики Марий Эл».
Современная версия герба утверждена Законом Республики Марий Эл от 08.06.2011 № 28-З, изменения приняты Госсобранием РМЭ 7 июня 2011 года и вступили в действие с 10 июня 2011 года. Геральдический совет при президенте РФ не утвердил новую символику республики и рекомендовал использовать прежнюю.
Использование герба и других официальных символов в нарушение установленных правил, а также надругательство над ними влечёт ответственность, установленную статьёй 3 Закона Республики Марий Эл от 04.12.2002 № 43-З «Об административных правонарушениях в Республике Марий Эл».

## Описание
Геральдическое описание герба:

Государственный герб Республики Марий Эл представляет собой щит, в серебряном поле которого изображён восстающий червлёный медведь с золотыми когтями, зубами и чёрными с серебром глазами. В правой лапе — обращённый вниз меч, в лазоревых ножнах с золотыми фрагментами, и золотой молот с серебряной рукояткой. В левой лапе — окраенный золотом лазоревый щит с изображением золотого скошенного марийского креста, образованного двумя парами сдвоенных, отвлеченных узких перевязей накрест, на концах дважды гаммированно—загнутых внутрь каждой пары, с ромбом посередине. Гербовый щит увенчан земельной короной с зубцами, стилизованными под марийский орнамент с тремя отдельными ромбами.

## Толкование элементов герба
Официальное толкование основных элементов герба:

…медведь — символ предусмотрительности и силы, означает лесной характер природы;
меч — символ готовности к защите Отечества, миролюбия, стремления к правопорядку;
молот — символ трудолюбия народа, который добивается благосостояния упорным трудом;
щит со скошенным марийским крестом, знаком оберега, — символ защиты прав и свобод граждан;
земельная корона указывает на статус субъекта Российской Федерации.

## Критика герба
При разработке законопроекта об изменении герба был нарушен установленный Президентом РФ порядок подготовки, рассмотрения и согласования актов субъектов РФ в области геральдики, герб не был представлен в Геральдический совет при Президенте РФ.
Изменение государственных символов Республики Марий Эл, по мнению Геральдического совета при Президенте РФ, произошло в отсутствие оснований для столь серьёзного изменения: государственный и политический строй республики не менялись, название, границы и состав населения остался прежним. При этом:

Общепризнанным международным принципом в отношении государственных символов является принцип несменяемости государственных символов: признаётся допустимой их корректировка (то есть изменение второстепенных и дополнительных элементов сцелью приведения в соответствие с правилами геральдики, либо художественная переработка, незатрагивающая геральдического состава знаков). Изменение же государственных символов — то есть упразднение старых и принятие вместо них новых — признаётся возможным только в том случае, если изменяется государственный строй соответствующей страны (региона), либо меняется её (его) название, границы, национальный состав населения (последние два фактора только при том условии, что они имеют кардинальный характер).
— Из письма Государственный герольдмейстера Г. В. Вилинбахова Президенту Республики Марий Эл Л. И. Маркелову
Также Геральдический совет отметил несоответствие друг другу описания и рисунка герба в редакции закона от 5 марта 2011 года. Позднее в редакции от 8 июня 2011 года эти несоответствия были устранены. В частности, в описании, утверждённом 5 марта, геральдический щит был «украшен золотой короной», в то время как украшение щита может находиться только в пределах щита, но не вне их, как на рисунке герба.

## История

### Герб Марийской АССР

Герб Марийской АССР

Основой герба Марийской АССР являлся герб РСФСР. Отличался он только добавлением названия республики на русском и марийском языках и лозунга «Пролетарии всех стран, соединяйтесь!» на марийском языке («Чыла элласе пролетарий-влак, ушныза!»).

### Версия 1993 года
Описание герба 1993 года:

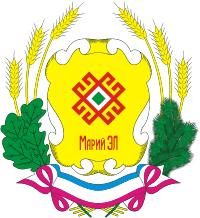
Герб Республики Марий Эл (1993—2006)

Государственный герб Республики Марий Эл представляет собой изображение на геральдическом щите элемента марийского национального орнамента — древнего символа плодородия в обрамлении колосьев, дубовых и хвойных веток, олицетворяющих традиционную приверженность населения республики к сельскохозяйственному труду и лесное богатство края. Венки перевиты трёхцветной (из полос Государственного флага Республики Марий Эл: лазоревого, белого, алого цветов) лентой. В нижней части геральдического шита под рисунком орнамента надпись «Марий Эл». Геральдический шит окрашен в светло-охристый цвет.

Автор герба — марийский художник И. В. Ефимов. Эталон герба в цветном и условно-графическом авторском исполнении находится в постоянной экспозиции Национального музея имени Т. Е. Евсеева.
Данный герб был внесён в Государственный геральдический регистр Российской Федерации с присвоением регистрационного номера 161.

### Версия 2006 года

Герб Республики Марий Эл (2006—2011)

Государственный герб Республики Марий Эл представляет собой щит, в золотом поле которого изображён червлёный (красный) скошенный марийский крест, образованный двумя парами сдвоенных, отвлечённых узких перевязей накрест, на концах дважды гаммировано-загнутых внутрь каждой пары, с ромбом посередине. Щит обрамлён лентой в цветах Государственного флага Республики Марий Эл.

Прежний герб, по словам автора нового герба — главного герольдмейстера при президенте РМЭ Измаила Ефимова, не соответствовал канонам геральдики. Обрамление из хлебных колосьев, листьев дуба и веточек сосны допускается использовать в символике городов, районов или отдельных органов государственной власти, но не соответствует конституционному статусу республики. Также не допускается использование на гербах надписей.
В 2009 году герб был официально внесён в Государственный геральдический регистр Российской Федерации (протокол 60, регистрационный номер 5000).

### Версии 2011 года
В январе 2011 года, по предложению президента республики Леонида Маркелова, началась разработка новых герба и флага республики Марий Эл, призванных отразить нынешнее развитие региона.
5 марта 2011 года был подписан закон № 1-З «О внесении изменений в Закон Республики Марий Эл „О Государственном гербе Республики Марий Эл и Государственном флаге Республики Марий Эл“», утвердивший герб республики. Данный закон вступил в силу с 1 июня 2011 года.
Данный герб Марий Эл не внесён в Государственный геральдический регистр Российской Федерации.